# حقوق قربانیان
حقوق قربانیان حقوق قانونی هستند که به قربانیان جرایم اعطا می‌شوند. این حقوق می‌تواند شامل حق تلافی، حق دفاع از قربانی، حق محروم نشدن از عدالت کیفری و حق صحبت کردن در این محاکم می‌شود.

## ایالات متحده
جنبش حقوق قربانیان در ایالات متحده بر اساس این نظریه بنا شده‌است که در اواخر عصر مدرن (۱۸۰۰–۱۹۷۰)، سیستم عدلی آمریکا از مبدأ قربانی-محور خود بسیار دور شد. پس از دهه ۱۹۷۰، این جنبش تلاش کرده تا به قربانیان یک نقش پر معنی تر در محاکم جنایی بدهد و هدف آن شامل سازی «هریک از قربانیان به عنوان شرکت‌کننده دارای حقوق، منافع و صدای قانوناً شناخته شده» است.

## اروپا

### اتحادیه اروپا
برنامه استکهلم به وضوح قربانیان خشونت مبتنی بر جنسیت را در بخش ۲٫۳٫۴ ذکر کرده و بیان داشته‌است که قربانیان این نوع به‌صورت خاص آسیب پذیرند، بنابراین نیاز دارند تا برای‌شان کمک‌های ویژه و حفاظت قانونی توسط دولت فراهم شود. قربانیان مبتنی بر جنسیت یا خشونت خانوادگی دارای همان محافظت‌هایی هستند که یک قربانی جرایم در دولت‌های عضو اتحادیه اروپا دارای آننند، هرچند که شهروند آن کشور نباشند، چون قربانیانی از این نوع آسیب پذیرتر و بیشتر در معرض خطر قلم‌داد شده و قربانیان تروریسم نیز نیازمند محسوب می‌شوند.

### اتریش
اتریش برای قربانیان جرایم که در حوزه EEA (کشورهای اتحادیه اروپا به علاوه نروژ، لیختن‌اشتاین و ایسلند) ساکن اند یا آن‌هایی که شهروندان یا ساکنان دایمی اتریش می‌باشند، محافظت‌های را ترتیب داده‌است. خدمات قربانیان شامل دسترسی رایگان به مشورت و نمایندگی حقوقی، مشاوره‌ای و غرامات پولی می‌شود. غرامات پولی اما محدود اند و تنها به قربانیان جرایم جدی، جرایمی که مجرم در آن حداقل شش‌ماه محکوم به زندان شود، پرداخت می‌شوند. غرامات توسط جرایمی اعمال شده بر محکوم و سایر منابع تأمین مالی می‌گردید.
اگرچه اتریش یکی از امضا کنندگان رهنمود قربانیان جرایم (رهنمود 2012/29/EU) است، اما با توجه به تأکید اندک بر حق تعبیر، به‌صورت کامل از آن متابعت نکرده‌است. درخواست‌ها، تماس‌های تلفونی یا ایمیل‌ها باید به دو زبان انگلیسی و آلمانی باشد که این امر می‌تواند مانع قربانیان جرایم از دسترسی کامل به خدمات یا فهم حقوق شان بدون کمک سفارت‌خانه یا کنسولگری شود. یکی از نقض‌های دیگر رهنمود، مزایایی است که تنها در اختیار شهروندان اتریش قرار داده می‌شود. شهروندان اتریش در صورتی که قربانی جرایم باشند غرامت دریافت می‌کنند، حتی اگر در کشور دیگری جراحت بردارند، این حمایت اضافی تنها برای شهروندان اتریش است. شهروندان غیر EEA از حمایت‌های کم‌تری از سوی دولت اتریش برخوردار اند و باید در عوض برخلاف رهنمود، به Weissering که یک مؤسسه NFP است و برای قربانیان جرایم خدمات ارائه می‌کند، اتکا کنند. با توجه به منابع محدود Weissering (که قسماً توسط دولت تمویل شده و بیشتر متکی به کمک‌های مالی است)، هر قربانی که به دنبال غرامت باشد، به صورت موردی آزمایش و ارزیابی می‌گردند. کمک‌های اضطراری ممکن است در برخی از موارد موجود باشد.
دولت اتریش اخیراً در روز آگاهی‌دهی قربانیان جرایم، که حقوق قربانیان را در محل کار در رابطه به خشونت کارمند/کارفرما و هم‌چنان خشونت کارمند/ مشتری ترویج می‌دهد و یکی از معضلات در اتریش است، اقدامات مشارکتی صورت داد. این نشان می‌دهد که دولت اتریش تلاش می‌کند تا دربارهٔ قربانیان جرایم، مخصوصاً در حوزه‌هایی که از نظر رهنمودی معضلاتی وجود دارد، آگاهی‌دهی کند.

### بلغارستان
تلاش‌های بلغارستان برای حفاظت و حمایت از حقوق قربانیان جرایم عموماً سطحی پنداشته می‌شوند. قربانیان حق دارند تا با همکاری وکیل حقوقی، در محاکم جنایی بحیث شاهد، مدعی یا شاکی خصوصی، اشتراک کنند. علاوه بر آن، قوانین از شاهدهای آسیب‌پذیر (مانند اطفال، قربانیان جرایم جنسی) در جریان شاهدی حفاظت می‌کند و پلیس در این خصوص دست به‌کار می‌شود. یک نظرسنجی اخیر بین‌المللی قربانیان جرایم (ICSV) نشان می‌دهد که تنها ۴۰ درصد قربانیان از نحوه رسیدگی پلیس به امور شان راضی هستند.

#### مسائل قربانیان تجاوز
قوانین تجاوز جنسی بلغارستان بحث‌برانگیز بوده‌است، طوری که یک تعداد درخواست‌ها به دادگاه اروپایی در مورد نقض کنوانسیون حقوق بشری ارائه شده‌است. در پرونده M.C. علیه بلغارستان، ECJ اعلام کرد که تصمیم تحت تعقیب قرار ندادن تجاوز جنسی یک قربانی ۱۴ ساله، حقوق او را طبق مفاد ۳ و ۸ نقض کرده‌است. احکام قوانین اعلام می‌دارند که تجاوز جنسی تنها در صورتی تحت پی‌گرد قانونی قرار می‌گیرد که شواهد اجبار فیزیکی و مقاومت فعالانه موجود باشد. دادگاه اعلام کرد که قوانین تجاوز جنسی باید بر تمام انواع اقدامات جنسی بدون رضایت طرفین اعمال شود.
اخیراً، تعدادی از نقض‌های کنوانسیون محو تمام انواع تبعیض علیه زنان (CEDAW) در گزارشی از کمیته برجسته شده بود. این گزارش، ناتوانی بلغارستان در امر فراهم کردن غرامات مناسب برای قربانیان جرایم جنسی و هم‌چنین اتکا بر کلیشه‌های جنسیتی هنگام نوشتن مصوبات قانونی را نقد کرد.

#### مسائل مربوط به قوانین قاچاق انسان
شورای اخیر اروپا در مورد اقدامات علیه قاچاق انسان دریافت نموده که هیچ قربانی بالغ قاچاق انسان هیچ نوعی کمکی را از سوی دولت بلغارستان دریافت نکرده‌است. به نظر می‌رسد دلیل کلیدی این امر از ویژگی‌ها و بلاتکلیفی پیرامون چارچوب قانونی قاچاق انسان ناشی می‌شود. اولاً، این مشکل دو تعریف جداگانه دارد: یکی برای جرم‌انگاری عمل قاچاق و یکی برای شناسایی قربانیان. تعریف دوم محدودتر است، بنابراین یک شخص ممکن است برای اهداف محاکم جنایی قربانی تلقی شود اما در صورتی که خدمات حمایتی و غرامات مطرح می‌شود، خارج از تعریف «قربانی» قرار بگیرد. دوماً، قوانین بلغارستان تماماً بر این اساس که بلغارستان کشور «مبدآ» باشد عمل می‌کنند، یعنی قاچاق شامل بی‌جا نمودن شهروندان بلغارستان به سایر کشورها می‌شود. در نتیجه، قربانیانی که در داخل بلغارستان بوده اما شهروندان غیر اتحادیه اروپا هستند ممکن است از شکاف‌های که در قوانین وجود دارد، بی‌آفتند.

### کرواسی
از زمانی که کرواسی در سال ۲۰۰۴ میلادی نامزد اتحادیه اروپا شد، حقوق قربانیان جرایم در کرواسی به تدریج در حال بهبود است. در نتیجه خواست آن‌ها بر این‌که بخشی از اتحادیه اروپا باشند، تعدادی از پیش نیازها وجود دارد که باید در سیستم عدلی جنایی و حقوق بشری برآورده شود. کرواسی، برای احقاق پیش نیازهای یاد شده، آغاز به آوردن تغییر در سیستم عدلی جنایی در خصوص حقوق قربانیان کرد. تغییراتی که دولت می‌خواست ایجاد کند در قالب دپارتمان حمایت از شاهدین و سایر افراد دخیل در محاکم جرایم جنگی بود (2005).
در سطح قانون‌گذاری، قانون طرزالعمل جنایی (۲۰۰۸) حقوق قربانیان را در داخل و خارج از دادرسی جنایی افزایش داده و قربانیان را علاوه بر نقش آن‌ها از نظر شاهد و طرف آسیب دیده، به عنوان یک نهاد جداگانه در دادگاه به‌رسمیت شناخت. این حقوق شامل «حق کمک و حمایت‌های مؤثر روانی و تخصصی دیگر از سوی مقامات، مؤسسات یا نهادهای کمک‌رسان قربانیان جرایم جنایی» و «حق غرامات برای آسیب‌های مادی و غیرمادی از بودجه دولتی» می‌شود.
در سال ۲۰۰۸ میلادی، قانون غرامات برای قربانیان جنایی نیز تنفیذ شد. در نتیجه این قانون شهروندان کرواسی می‌توانند در صورتی که متحمل آسیب‌های جدی شخصی شده باشند، غرامت دریافت کنند.
موضع پیش‌رونده کرواسی را می‌توان از طریق مورد اخیر معرفی قوانین در رابطه با غرامت به قربانیان تجاوز جنسی که در جریان جنگ استقلال ۱۹۹۱–۱۹۹۵ اتفاق افتاده‌است، مثال آورد. این اقدام برای غرامت‌دادن به قربانیان یاد شده نشان‌دهنده پذیرش قطع‌نامه شورای امنیت سال ۲۰۰۸ سازمان ملل است که اعلام داشت تجاوز جنسی می‌تواند به عنوان یک جرم جنگی محسوب شود. موازی با قانون غرامت قربانیان جنایی، پارلمان کرواسی در سال ۲۰۱۵ میلادی، قوانینی را در ارتباط با غرامت‌دادن به قربانیان تجاوز جنسی که در جریان جنگ استقلال اتفاق افتاده بود، تصویب کرد. این غرامت به شکل پرداخت یک‌بار، هم‌راه با کمک هزینه ماهانه و دسترسی به تداوی رایگان روانی، خدمات طبی و حقوقی بود.